# Wskaźnik Allgöwera
Wskaźnik Allgӧwera (in. wskaźnik wstrząsu ang. Shock Index) – stosunek częstości tętna do skurczowego ciśnienia tętniczego, pozwalający w przybliżeniu określić stopień ciężkości wstrząsu.

## Historia
Wskaźnik Allgöwera został wprowadzony w 1967 roku przez szwajcarskich lekarzy Martina Allgöwera i Christiana Burriego.

## Wzór matematyczny
Wzór na wskaźnik Allgöwera, gdzie częstotliwość tętna (HR) jest podana jako liczba wyczuwanych uderzeń w ciągu minuty (/min), a skurczowe ciśnienie tętnicze (SBP) w milimetrach słupa rtęci (mmHg):
{\displaystyle \mathrm {SI={\frac {HR_{/min}}{SBP_{mmHg}}}} .}

## Interpretacja wskaźnika Allgӧwera
| Rozpoznanie         | Wartość wskaźnika Allgӧwera                        | Wartość wskaźnika Allgӧwera                        | Wartość wskaźnika Allgӧwera                        |
| Rozpoznanie         | wg Mutschlera                                      | wg Larsena                                         | wg Sowy                                            |
| ------------------- | -------------------------------------------------- | -------------------------------------------------- | -------------------------------------------------- |
| Bez wstrząsu        | {\displaystyle \mathrm {SI} <0{,}6}                | {\displaystyle \mathrm {SI} <0{,}5}                | {\displaystyle \mathrm {SI} <0{,}8}                |
| Zagrażający wstrząs | {\displaystyle 0{,}6\leqslant \mathrm {SI} <1{,}0} | {\displaystyle 0{,}5\leqslant \mathrm {SI} <1{,}0} | {\displaystyle 0{,}8\leqslant \mathrm {SI} <1{,}0} |
| Rozwinięty wstrząs  | {\displaystyle 1{,}0\leqslant \mathrm {SI} <1{,}4} | brak danych                                        | {\displaystyle \mathrm {SI} \geqslant 1{,}0}       |
| Ciężki wstrząs      | {\displaystyle \mathrm {SI} >1{,}4}                | {\displaystyle \mathrm {SI} >1{,}5}                | brak danych                                        |
| Duża utrata krwi    | brak danych                                        | brak danych                                        | {\displaystyle \mathrm {SI} >2{,}5}                |

## Znaczenie kliniczne
Wskaźnik Allgӧwera tylko w przybliżeniu pozwala określić stopień ciężkości wstrząsu, natomiast pozwala oszacować ryzyko wczesnego zgonu oraz potencjalne zapotrzebowania na transfuzję krwi. Wskaźnik Allgӧwera jest używany w medycynie ratunkowej do oceny utraty krwi oraz ciężkości wstrząsu hipowolemicznego. Analiza pacjentów niemieckiego rejestru TraumaRegister DGU wykazała wzrost ryzyka wczesnego zgonu u pacjentów po urazach z 10,9% u tych, u których wynosił on < 0,6, do 39,8% u tych, u których jego wartość była wyższa niż 1,4.